# Левый Вызит
Левый Вызит — река на полуострове Камчатка в России.
Длина реки — около 20 км. Впадает в реку Колычева слева на расстоянии 3 км от устья.
По данным государственного водного реестра России относится к Анадыро-Колымскому бассейновому округу.
Код водного объекта в государственном водном реестре — 19070000112120000013048.